# Pamphile von Epidaurus
Pamphile von Epidaurus, auch Pamphila (griechisch Παμφίλη ἡ Ἐπιδαυρία (Pamphílē hē Epidauría), bl. im 1. Jahrhundert) war eine Historikerin ägyptischer Abstammung, die während der Herrschaft des römischen Kaisers Nero im 1. Jahrhundert in Griechenland lebte und in griechischer Sprache schrieb. Sie ist am besten bekannt für ihr verlorenes Werk „Historische Kommentare“, eine Sammlung verschiedener historischer Anekdoten in dreiunddreißig Büchern. Obwohl diese Sammlung verloren gegangen ist, wird sie häufig von dem römischen Schriftsteller Aulus Gellius (ca. 125 – nach 180 n. Chr.) in seinen Noctes Atticae und von dem griechischen Biographen Diogenes Laërtius in seinem Über Leben und Lehren berühmter Philosophen zitiert. Sie wird auch in der byzantinischen Enzyklopädie aus dem zehnten Jahrhundert, der Suda, und von dem byzantinischen Patriarch Photios I. (ca. 810/820 – 893) beschrieben. Laut der Suda schrieb sie auch eine große Anzahl von Epitomen der Werke anderer Historiker sowie Abhandlungen über Streitigkeiten und Sex. Möglicherweise ist sie die Autorin der anonym überlieferten griechischen Abhandlung Tractatus de mulieribus claris in bello, die kurze biografische Berichte über das Leben berühmter Frauen enthält.

## Leben
Laut der Suda, einer byzantinischen Enzyklopädie aus dem 10. Jahrhundert, war Pamphile eine Epidaurierin. Photios beschreibt sie als Ägypterin von Geburt oder Abstammung, was sich mit der Annahme vereinbaren lässt, dass sie in Epidauros geboren wurde und ihre Familie aus Ägypten stammte. Photios fasst die Vorrede zu ihrem Werk zusammen, in der es heißt, dass sie während der dreizehn Jahre, die sie mit ihrem Mann zusammenlebte, nie auch nur eine Stunde abwesend war, ständig an ihrem Buch arbeitete, und dass sie fleißig alles niederschrieb, was sie von ihrem Mann und den vielen anderen gelehrten Leuten hörte, die ihr Haus besuchten, sowie das, was sie selbst in Büchern las.
Die Suda widerspricht sich selbst in der Frage, ob der Grammatiker Soteridas von Epidaurus Pamphiles Vater oder ihr Ehemann war. An einer Stelle spricht die Suda von Pamphile als Tochter von Soteridas und Ehefrau von Sokratidas, aber an einer anderen Stelle wird sie als Ehefrau von Soteridas beschrieben. Gudeman kommt zu dem Schluss, dass es wahrscheinlicher ist, dass die erste Stelle korrekt ist und dass Soteridas Pamphiles Vater war. Die Suda gibt zudem Soteridas als den wahren Autor von Pamphiles „Historischen Kommentaren“ an. Moderne Gelehrte glauben, dass er eine bedeutende Rolle bei der Abfassung gespielt haben könnte. Er wird in der Suda als Autor zahlreicher Abhandlungen über Philologie und Grammatik genannt, darunter eine Abhandlung über „Homerische Probleme“, ein Kommentar zu Euripides und Menander, eine Abhandlung über die Komödie, eine Abhandlung über Orthographie und eine Abhandlung über poetisches Metrum.

## Schriften
Pamphiles bekanntestes Werk sind die so bezeichneten „Historischen Kommentare“, eine Sammlung historischer Anekdoten, die aus dreiunddreißig Büchern bestehen. Die Wertschätzung, die das Werk in der Antike genoss, zeigt sich in den umfangreichen Verweisen darauf in den Werken des römischen Historikers Aulus Gellius und des griechischen Biographen Diogenes Laërtius, die sich anscheinend in erheblichem Umfang darauf beriefen. Photios gibt eine allgemeine Vorstellung von der Art seines Inhalts. Das Werk war nicht nach Themen oder nach einem festen Plan geordnet, sondern glich eher einem Allerweltsbuch, in dem jede Information so niedergeschrieben wurde, wie sie der Autorin auffiel, die meinte, dass diese Vielfalt dem Leser mehr Vergnügen bereiten würde. Photios betrachtet das Werk als eines von großem Nutzen, das wichtige Informationen zu vielen Punkten der Geschichte und Literatur liefert. Photios spricht nur von acht Büchern, aber die Suda besagt, dass es aus dreiunddreißig bestand. Letzteres muss richtig sein, da Gellius das elfte und neunundzwanzigste und Diogenes Laërtius das fünfundzwanzigste und zweiunddreißigste zitieren. Das Werk wird auch von Diogenes Laërtius in anderen Passagen erwähnt. Vielleicht waren zur Zeit des Photios nicht mehr als acht Bücher vorhanden.
Neben der bereits erwähnten Geschichte schrieb sie laut der Suda auch Auszüge von Ktesias von Knidos in drei Büchern sowie eine sehr große Anzahl von Epitomen von Geschichten und anderen Büchern über Streitigkeiten, Sex und andere Themen.

## Tractatus de mulieribus claris in bello
Die Althistorikerin Deborah Levine Gera argumentiert, dass Pamphile die Autorin des anonym überlieferten Tractatus de mulieribus claris in bello („Abhandlung über im Krieg berühmte Frauen“) sein könnte, der in griechischer Sprache verfasst ist und das Leben von vierzehn berühmten Frauen beschreibt. Die Zuschreibung ist nicht eindeutig beweisbar. Da Pamphile selbst eine Frau war, ist es laut Gera logisch, dass sie sich für die Geschichten berühmter Frauen der Vergangenheit interessierte. Darüber hinaus sind die Lebensgeschichten der verschiedenen Frauen im Tractatus in einer scheinbar zufälligen Reihenfolge angeordnet, was mit der Aussage von Photios übereinstimmt, dass Pamphile ihre Schriften eher in Form von Sammlungen als in einer streng geordneten Weise aufbaute. Photios stellt auch fest, dass Pamphiles Stil sehr schlicht war, was mit dem Schreibstil des Tractatus de mulieribus übereinstimmt. Auch ist das schon erwähnte dreibändige Epitom der Persica des Ktesias aus dem fünften Jahrhundert v. Chr. auch die Quelle für zwei der vierzehn Leben im Tractatus de mulieribus. Laut Gera ist insbesondere das „Leben der Semiramis“ aus dem Tractatus de mulieribus eine „prägnante und genaue Zusammenfassung von fast zwei Büchern der Persica“.

## Nachleben
Judy Chicago widmete Pamphile eine Inschrift auf den dreieckigen Bodenfliesen des Heritage Floor ihrer 1974 bis 1979 entstandenen Installation The Dinner Party. Die mit dem Namen Pamphile beschrifteten Porzellanfliesen sind dem Platz mit dem Gedeck für Hypatia zugeordnet.